# Мытищинский филиал МГТУ имени Н. Э. Баумана
Мыти́щинский филиа́л Моско́вского госуда́рственного техни́ческого университе́та и́мени Н. Э. Ба́умана (бывший Московский государственный университет леса) — специализированное высшее учебное заведение, которое готовит инженеров, бакалавров, магистров и научных работников для лесной, целлюлозно-бумажной, деревообрабатывающей и ракетно-космической промышленности. Является крупным образовательным и научным центром лесного комплекса страны. Полное название — Мытищинский филиал федерального государственного бюджетного образовательного учреждения высшего образования «Московский государственный технический университет имени Н. Э. Баумана (национальный исследовательский университет)».
Образован в 2016 году при реорганизации МГУЛ путём его присоединения к МГТУ им. Баумана. Является самым крупным филиалом ВУЗа в России. Общая численность студентов по данным на 2018 год — 5327. На 1 сентября 2019 принял на бюджетную форму обучения 611 студентов.

## История
В 1919 году Советское правительство принимает решение об открытии нового высшего учебного заведения для подготовки специалистов лесного комплекса — Московского лесотехнического института (МЛТИ).
Для образовательной деятельности институту было временно предоставлено здание, расположенное в д. 30 по ул. Б. Никитская, принадлежавшее ранее Московскому государственному университету. Кроме того, институту были ещё переданы здания на ул. Б. Молчановка, д. 1, и в Охотном ряду (на месте нынешней гостиницы «Москва»).
Директором МЛТИ был назначен профессор Виктор Эмильевич Классен.
В МЛТИ началась подготовка специалистов по заготовке, транспортировке, и переработке древесины. До организации МЛТИ вузы готовили специалистов исключительно по ведению лесного хозяйства, а вовсе не по созданию и эксплуатации лесопромышленной и деревообрабатывающей техники.
В 1923 году в состав МЛТИ вливается лесной факультет Тимирязевской сельскохозяйственной академии. В связи с этим в МЛТИ организуется 4-й факультет — Лесохозяйственный факультет (ЛФ), а МЛТИ переименовывается в Московский лесной институт (МЛИ).
Одновременно с постоянной организационной работой в вузе активно велась и учебная деятельность. В составе МЛИ в период 1923—1925 годов было 29 кафедр. Преподавателями Лестеха были выдающиеся ученые с мировыми именами: О. Ю. Шмидт, Н. Н. Лузин (преподавали высшую математику), А. И. Иоффе (физика), М. Ф. Берг (начертательная геометрия), С. А. Чаплыгин (механика), В. П. Волгин, ректор МГУ (политучения).
По числу студентов самым многочисленным был Лесоинженерный факультет, который насчитывал 903 студента. На Лесохозяйственном факультете обучались 377 студентов, на Лесомелиоративном — 159.
В 1925 году Комиссией по разгрузке Москвы было принято решение о слиянии МЛИ с Ленинградским лесным институтом и о переводе большинства студентов в Ленинград. Часть студентов и преподавателей осталась в Москве и продолжила обучение в профильных вузах столицы, таких как Тимирязевская сельскохозяйственная академия, МВТУ имени Баумана (механики), деревообделочное отделение Высшего художественно-технического института (ВХУТЕИН). Но уже в ноябре 1928 года инициативная группа обратилась с письмом к Председателю Совнаркома СССР и Председателю ВСНХ СССР, указывая на необходимость создания в Москве лесотехнического института.
В 1927—1928 годы на лесозаготовках и сплаве сложилось катастрофическое положение с кадрами: почти не было инженеров, редкостью на производстве был техник со средним образованием. Отмечалось, что для успешной работы на лесозаготовках и сплаве нужно свыше 900 инженеров и 2 тысяч техников.
В 1929 году Президиум ВСНХ СССР постановил открыть в Москве лесопромышленный ВТУЗ. На базе деревообделочного отделения ВХУТЕИНа организован Московский лесотехнический институт (первоначально назывался «Лесотехнологический институт по механической обработке твёрдых и ценных пород древесины»).
В 1930 году Московский лесотехнический институт возобновляет свою деятельность под названием «Лесотехнологический институт по механической обработке твёрдых и ценных пород древесины» и активно включается в выполнение задач первой и последующих пятилеток развития народного хозяйства страны. МЛТИ из здания архитектурного института на Рождественке переезжает в помещение мебельной фабрики на ул. Б. Ордынка. Начинается строительство института на станции Строитель (в течение 6 лет построены 10 стандартных домов, учебно-производственные мастерские, заложен фундамент (левое крыло) главного учебного корпуса).
Обучение велось на трех факультетах дневного обучения — Факультете механической обработки древесины, Лесоэкспортном факультете и Факультете внутреннего оборудования (конструирование мебели и деревянного инвентаря), а также на факультетах вечернего и заочного обучения. Половину учебного времени (по месяцу) студенты занимались в институте, а затем работали на производстве.
Многие выпускники института того периода сформировались в крупных советских учёных (акад. ВАСХНИЛ А. С. Яблоков, профессора П. Н. Хухрянский, М. В. Классен, М. С. Мовнин). Позднее часть выпускников этого периода МЛТИ всю свою жизнь связали с научной и преподавательской работой в институте.
В 1936 году в результате очередных реорганизационных мероприятий работа вуза вновь была прервана, а студенты МЛТИ переведены в Ленинградскую лесотехническую академию.
МЛТИ возобновил свою работу в 1943 году на территории посёлка Строитель Мытищинского р-на, когда стране были остро необходимы специалисты для восстановления разрушенного войной народного хозяйства. Основанием для возобновления работы МЛТИ стало Постановление Советского правительства от 15 июля 1943 года № 771 и совместный приказ об этом Всесоюзного Комитета по делам высшей школы при Совнаркоме СССР и Народного Комиссариата лесной промышленности СССР, в ведении которого находились в то время лесотехнические и лесные вузы.
Руководствуясь ими, Московский лесотехнический институт возобновил работу в составе двух факультетов: Факультет механизации лесоразработок и Факультет лесотранспорта, в дальнейшем получившим названия Лесоинженерный факультет и Факультет механической технологии древесины. Для начала планировалось принять на 1-й курс института по 100 человек на каждый факультет. Кроме того, предусматривалось принять студентов на 2-й курс в количестве 50 человек. Свой первый учебный год институт начал с контингентом в 250 человек.
С 1948 г. в МЛТИ открывается подготовка инженеров-озеленителей городов и населенных пунктов (в дальнейшем ландшафтных архитекторов) на факультете «Озеленение городов». В 1950-х годах специальность закрывали, но затем возродили в виде специализации при Факультете лесного хозяйства (ФЛХ).
В 1952 г. завершено строительство Главного учебного корпуса МЛТИ (ГУК).
В 1955 г. открывается Инженерно-экономический факультет, который начинает готовить экономистов, обладающих глубокими знаниями как в лесной отрасли, так и в экономике и информатике. ИЭФ дважды был реорганизован, экономические специальности передавались техническим факультетам МЛТИ, но с 1993 г. в Университете воссоздан мощный Факультет экономики и внешних связей, подготовивший большое число квалифицированных экономистов и бухгалтеров для государственных и коммерческих предприятий и организаций.
В 1958 г. по инициативе С. П. Королёва был основан Факультет электроники и счётно-решающей техники (ныне факультет электроники и системотехники) для подготовки специалистов для развивающегося ракетно-космического комплекса страны. Сегодня факультет готовит специалистов для предприятий космической отрасли (ЦУП, ЦНИИМАШ, РКК «Энергия» и др.), специалистов для всех областей деятельности, где используются компьютеры, информационные и вычислительные системы и компьютерные сети, базы и банки данных и знаний, экспертные системы, статистическая обработка информации, управление объектами и экономикой, разнообразная электроника и приборы.
В 1960-е гг. лесозаготовки достигли максимальных размеров, и стало ясно, что дальнейшее их развитие, то есть погоня за «валом», должно быть приостановлено. В научно-техническом прогрессе отрасли стали пробиваться новые направления, имеющие целью переход к более глубокой, комплексной переработке древесины, к максимальному использованию любой древесины, включая её отходы, как сырья в производстве бумаги и картона, древесных плит, кормовых дрожжей, хвойной муки, спирта и многого другого. Для этих новых производств потребовались свои специалисты, готовить которых с 1963 г. в МЛТИ начал Факультет автоматизации и комплексной механизации производства древесных плит и пластиков (ФАП). В 1985 г. ФАД и ФАП были объединены в мощный Факультет механической и химической технологии древесины (ФМХТД). Сегодня химики-технологи, получившие образование в стенах МЛТИ, работают на целлюлозно-бумажных и картонных комбинатах, заводах по производству фанеры и древесных плит.
Наряду с обучением студентов в институте велась подготовка научных кадров через аспирантуру и докторантуру, а позднее была организована система повышения квалификации преподавателей и инженерных кадров. Эта система включала открытый при МЛТИ в 1968 г. факультет повышения квалификации преподавателей (ФПКП) и курсы повышения квалификации инженеров.
ФПКП был ориентирован на прием для повышения квалификации около 300 преподавателей в год по специальностям: лесное хозяйство, машины и механизмы лесной и деревообрабатывающей промышленности, технология лесозаготовок и деревообработки — со сроком обучения 4 месяца. Он был рассчитан на охват системой повышения квалификации слушателей всех лесотехнических вузов и факультетов страны.
В 1966 г. МЛТИ в числе 33 вузов страны был передан в непосредственное подчинение Министерства высшего и среднего специального образования СССР и ему определен статус базового ВУЗа страны в области лесотехнического образования.
Самые крупные преобразования в вузе начались с 1968 г., под руководством ректора профессора А. Н. Обливина. Выросли новые учебные и лабораторные корпуса, поднялись высотные здания студенческих общежитий, были построены дома для преподавателей, но самое важное — сформировался научный коллектив, авторитет которого признан учеными мира.
В 1993 г. вуз получил статус университета и был переименован в Московский государственный университет леса.
В 1995 г. в Университете открыта Международная школа управления и бизнеса (МШУБ), главной задачей которой является подготовка бакалавров и магистров по направлению «Менеджмент». С 2006 г. МШУБ также реализует программу МВА, ориентированную на подготовку руководителей высшего звена управления предприятий и организаций лесопромышленного комплекса России.
В 1996 г. в МГУЛ был открыт гуманитарный факультет. Он готовит специалистов двух направлений: переводчиков широкого профиля для предприятий лесного комплекса и педагогов в области профессионального образования.
В 2000 г. в структуре университета создается Факультет ландшафтной архитектуры, на котором в настоящий момент обучается 350 студентов. Студенты этого факультета изучают историю и теорию ландшафтного искусства с основами архитектуры и градостроительства, обучаются рисунку и архитектурной графике, композиции и садово-парковому строительству. Факультет готовит творческих специалистов, которым предстоит работать с «живым» материалом растительности.
В 2001 г. при МГУ леса создана Ассоциация российских организаций — членов IUFRO (International Union of Forest Research Organisations — некоммерческое, неправительственное международное научное объединение, открытое для всех организаций и частных лиц, занимающихся исследованиями в различных областях лесных наук).
C 2003 г. МГУ леса возглавляет доктор технических наук, профессор В. Г. Санаев, под руководством которого университет прочно удерживает лидирующие позиции среди лесотехнических ВУЗов.
В октябре 2003 г. был полностью введен в строй учебно-лабораторный корпус N2 (УЛК-2).
В 2006 г. на базе факультетов заочного и вечернего обучения создан Институт подготовки специалистов без отрыва от производства (ИПСОП). ИПСОП дает возможность лицам, занятым на работе, получить высшее образование. Учебный процесс в ИПСОП организуется на той же учебно-материальной базе, что и на факультетах дневного обучения. К учебному процессу привлекаются высококвалифицированные специалисты, активно занимающиеся теоретическими и прикладными исследованиями. Наличие 14 региональных представительств позволяет ИПСОП готовить высококвалифицированные кадры для лесного сектора экономики различных субъектов Российской Федерации.
12 апреля 2016 г. приказом Минобрнауки России № 397 Московский государственный университет леса стал филиалом Московского государственного технического университета им. Н. Э. Баумана.

## Структура
По состоянию на 2019 год Мытищинский филиал МГТУ им. Н. Э. Баумана включает в себя 2 факультета и военную кафедру и реализует около 40 образовательных программам.

### Факультет лесного хозяйства, лесопромышленных технологий и садово-паркового строительства
| Квалификация | Код направления подготовки | Название направления подготовки                                     | Направленность                                                                           |
| ------------ | -------------------------- | ------------------------------------------------------------------- | ---------------------------------------------------------------------------------------- |
| Бакалавр     | 35.03.01                   | Лесное дело                                                         | Лесовосстановление и лесоразведение                                                      |
| Бакалавр     | 35.03.01                   | Лесное дело                                                         | Лесное хозяйство                                                                         |
| Бакалавр     | 35.03.01                   | Лесное дело                                                         | Защита леса                                                                              |
| Бакалавр     | 35.03.01                   | Лесное дело                                                         | Лесоустройство и лесоуправление                                                          |
| Бакалавр     | 35.03.02                   | Технология лесозаготовительных и деревоперерабатывающих производств | Лесоинженерное дело                                                                      |
| Бакалавр     | 35.03.02                   | Технология лесозаготовительных и деревоперерабатывающих производств | Логистическое сопровождение лесопромышленных производств                                 |
| Бакалавр     | 35.03.02                   | Технология лесозаготовительных и деревоперерабатывающих производств | Товароведение и экспертиза продукции лесопромышленного комплекса                         |
| Бакалавр     | 35.03.02                   | Технология лесозаготовительных и деревоперерабатывающих производств | Технология деревообработки                                                               |
| Бакалавр     | 35.03.02                   | Технология лесозаготовительных и деревоперерабатывающих производств | Технология деревянного малоэтажного строительства                                        |
| Бакалавр     | 35.03.10                   | Ландшафтная архитектура                                             | Ландшафтная архитектура и садово-парковое строительство                                  |
| Бакалавр     | 13.03.01                   | Теплотехника и теплоэнергетика                                      | Энергообеспечение предприятий                                                            |
| Бакалавр     | 15.03.02                   | Технологические машины и оборудование                               | Машины и оборудование лесного комплекса                                                  |
| Бакалавр     | 15.03.02                   | Технологические машины и оборудование                               | Машины и оборудование в деревообрабатывающем производстве                                |
| Бакалавр     | 15.03.04                   | Автоматизация технологических процессов и производств               | Автоматизация технологических процессов и производств лесного комплекса                  |
| Бакалавр     | 23.03.03                   | Эксплуатация транспортно-технологических машин и комплексов         | Сервис транспортных и транспортно-технологических машин и оборудования лесного комплекса |
| Бакалавр     | 18.03.01                   | Химическая технология                                               | Химическая технология переработки древесины                                              |
| Бакалавр     | 18.03.01                   | Химическая технология                                               | Технология композиционных материалов                                                     |
| Магистр      | 35.04.01                   | Лесное дело                                                         | Лесные культуры, селекция и семеноводство                                                |
| Магистр      | 35.04.01                   | Лесное дело                                                         | Лесоведение, лесоводство и лесная пирология                                              |
| Магистр      | 35.04.01                   | Лесное дело                                                         | Лесоустройство, лесоуправление и геоинформационные системы (ГИС) в лесном хозяйстве      |
| Магистр      | 35.04.01                   | Лесное дело                                                         | Правовое обеспечение государственного управления лесами                                  |
| Магистр      | 35.04.02                   | Технология лесозаготовительных и деревоперерабатывающих производств | Лесозаготовительное производство                                                         |
| Магистр      | 35.04.02                   | Технология лесозаготовительных и деревоперерабатывающих производств | Технология деревоперерабатывающих производств                                            |
| Магистр      | 35.04.09                   | Ландшафтная архитектура                                             | Архитектурно-ландшафтная организация открытых пространств                                |

### Космический факультет
| Квалификация | Код направления подготовки | Название направления подготовки            | Направленность                                            |
| ------------ | -------------------------- | ------------------------------------------ | --------------------------------------------------------- |
| Специалист   | 24.05.06                   | Системы управления летательными аппаратами | Системы автоматического управления                        |
| Бакалавр     | 09.03.01                   | Информатика и вычислительная техника       | Вычислительные машины, комплексы, системы и сети          |
| Бакалавр     | 01.03.02                   | Прикладная математика и информатика        | Прикладная математика                                     |
| Бакалавр     | 12.03.01                   | Приборостроение                            | Информационно-измерительная техника и технологии          |
| Бакалавр     | 27.03.01                   | Стандартизация и метрология                | Стандартизация                                            |
| Бакалавр     | 27.03.04                   | Управление в технических системах          | Системы и технические средства автоматизации и управления |
| Бакалавр     | 38.03.01                   | Экономика                                  | Экономика предприятий и организаций                       |
| Бакалавр     | 38.03.01                   | Экономика                                  | Финансы и кредит                                          |
| Бакалавр     | 38.03.02                   | Менеджмент                                 | Управление технологическими инновациями                   |
| Бакалавр     | 44.03.04                   | Профессиональное обучение                  | Космический мониторинг лесных насаждений                  |
| Бакалавр     | 44.03.04                   | Профессиональное обучение                  | Экономика и управление                                    |
| Бакалавр     | 45.03.02                   | Лингвистика                                | Перевод и переводоведение                                 |
| Магистр      | 01.04.02                   | Прикладная математика и информатика        | Математическое моделирование                              |
| Магистр      | 09.04.01                   | Информатика и вычислительная техника       | Информационные системы и базы данных                      |
| Магистр      | 12.04.01                   | Приборостроение                            | Информационно-измерительная техника и технологии          |
| Магистр      | 27.04.04                   | Управление в технических системах          | Системы и технические средства автоматизации и управления |
| Магистр      | 38.04.01                   | Экономика                                  | Управление предприятием и промышленная информатика        |
| Магистр      | 38.04.01                   | Экономика                                  | Мировая экономика                                         |
| Магистр      | 38.04.02                   | Менеджмент                                 | Маркетинг и продажи                                       |

### Военная кафедра № 6 ВВС
В университете имеется военная кафедра (при ФВСП), выпускающая офицеров запаса по профилям: авиационная подготовка (специальности — штурманская и управление полетами авиации) и автомобильная подготовка.
В структуру университета входят также 5 научно-исследовательских институтов, 3 сертификационных центра и учебно-опытный лесхоз.
В составе университета работает более 100 профессоров и докторов наук, из которых более 30 являются академиками и членами-корреспондентами различных международных и российских академий, лауреатами Ленинской и Государственной премий, заслуженными деятелями науки и техники, а также более 400 доцентов и кандидатов наук.

## Почётные доктора МФ МГТУ им. Н. Э. Баумана
- Грачёв, Виктор Васильевич (род. 1949) — заместитель губернатора Вологодской области.
- Йович, Душан Дорда — профессор, декан Лесного факультета Белградского университета.
- Исаев, Александр Сергеевич (род. 1931) — д. б. н., профессор, академик РАН.
- Кох, Нильс Элерс — генеральный директор Датского центра лесов, ландшафта и планирования, профессор университета Копенгагена, президент Международного союза лесных исследовательских организаций в 2010—2014.
- Ли, Дон Ку — профессор Сеульского национального университета, президент Международного союза лесных исследовательских организаций в 2005—2010 гг.
- Миронов, Сергей Михайлович (род. 1953) — российский политический деятель.
- Попович, Павел Романович (1930—2009) — лётчик-космонавт СССР, Дважды Герой Советского Союза (1962, 1974).
- Сеппала, Ристо Юхани — профессор Финского исследовательского института леса, президент IUFRO в 2000—2005 гг.
- Студен, Желько — генеральный менеджер по странам Восточной Европы компании «Biesse Group S.p.A.» (Италия).
- Янгс, Роберт Л. — профессор Лесного колледжа Вирджинского университета (США).

## Известные выпускники
- Алябьев, Виктор Иванович — доктор технических наук, профессор, заведующий кафедрой «Промышленного и транспортного строительства» МЛТИ (МГУЛ), Заслуженный деятель науки и техники РСФСР, академик РАЕН, основатель научной школы механизации лесозаготовок и транспорта леса.
- Баздырев, Николай Дмитриевич — Герой Советского Союза.
- Березовский, Борис Абрамович — российский олигарх.
- Говорун, Олег Маркович — начальник управления Президента РФ по внутренней политике.
- Крамаров, Савелий Викторович — советский и американский актёр театра и кино, Заслуженный артист РСФСР (28 марта 1974). Окончил институт в 1958 году.
- Лопатов, Андрей Вячеславович — советский баскетболист, Заслуженный мастер спорта СССР (1981).
- Мельников, Владимир Иванович — министр лесной промышленности СССР (1989—1991).
- Ромишевский, Игорь Анатольевич — советский хоккеист, защитник, Заслуженный мастер спорта СССР (1968).
- Рюмин, Валерий Викторович — лётчик-космонавт СССР.
- Яблоков, Александр Сергеевич — советский дендролог и селекционер, д.с.-х.н., проф., действительный член ВАСХНИЛ, основатель школы по селекции и методам размножения основных лесных пород, лауреат Гос.премии СССР.

## Награды
- Почётная грамота Президиума Верховного совета Российской Федерации (13 августа 1993 года) — за большой  вклад в подготовку высококвалифицированных специалистов для лесного комплекса страны, развитие научных исследований и в связи с 50-летием  со дня основания[7]